# Dingbei (sockenhuvudort i Kina, Jiangxi Sheng, lat 26,26, long 115,85)
Dingbei är en sockenhuvudort i Kina. Den ligger i provinsen Jiangxi, i den sydöstra delen av landet, omkring 270 kilometer söder om provinshuvudstaden Nanchang. Antalet invånare är 9 452. Befolkningen består av 4 775 kvinnor och 4 677 män. Barn under 15 år utgör 36 %, vuxna 15-64 år 55 %, och äldre över 65 år 8,0 %.
Runt Dingbei är det ganska tätbefolkat, med 166 invånare per kvadratkilometer. Närmaste större samhälle är Ruilin, 10,2 km söder om Dingbei. Trakten runt Dingbei består till största delen av jordbruksmark.
Genomsnittlig årsnederbörd är 2 051 millimeter. Den regnigaste månaden är maj, med i genomsnitt 345 mm nederbörd, och den torraste är oktober, med 23 mm nederbörd.